# Philodendron missionum
Philodendron missionum är en kallaväxtart som först beskrevs av Lucien Leon Hauman, och fick sitt nu gällande namn av Lucien Leon Hauman. Philodendron missionum ingår i släktet Philodendron och familjen kallaväxter. Inga underarter finns listade.